# Misr Lel Makasa Sporting Club
Il Misr Lel Makasa Sporting Club (in arabo  نادي البنك الأهلي المصري الرياضي‎?), noto come Misr Lel Makasa oppure Makasa, è una società calcistica egiziana di al-Fayyum. Milita nella Prima Lega, la massima divisione del campionato egiziano di calcio, e gioca le gare casalinghe allo stadio al-Fayyum (20 000 posti).
In precedenza il club era noto come Hweidi Club e poi come El-Fara'na Club. 

## Storia
Il club fu costituito nel 1937 nella città di al-Fayyum con il nome di Hweidi Club e poco tempo dopo cambiò nome in El-Fara'na Club. In seguito il nome divenne Misr Lel Makasa Sporting Club, perché la squadra passò sotto il controllo della società Misr For Clearing, Settlement & Central Depository (MCSD).
La prima promozione della squadra in massima serie fu ottenuta al termine dell'annata 2009-2010. Il miglior piazzamento in massima divisione è il secondo posto ottenuto nel 2016-2017, che consentì la qualificazione alla CAF Champions League 2018. In precedenza la squadra aveva preso parte alla Coppa della Confederazione CAF 2016.

## Palmarès

### Competizioni nazionali
- Seconda Divisione: 1

2009-2010 (girone A)

### Altri piazzamenti
- Campionato egiziano:

Secondo posto: 2016-2017
Terzo posto: 2015-2016

## Organico

### Rosa 2020-2021
| N. |                       | Ruolo | Calciatore             |
| -- | --------------------- | ----- | ---------------------- |
| 1  | Egitto (bandiera)     | P     | Mohamed Koko           |
| 2  | Egitto (bandiera)     | D     | Ahmed Abdelaziz        |
| 3  | Egitto (bandiera)     | D     | Mohamed Desouki        |
| 4  | Egitto (bandiera)     | C     | Hesham Mohamed         |
| 5  | Egitto (bandiera)     | C     | Abdallah Magdy         |
| 6  | Egitto (bandiera)     | C     | Mostafa Shebeita       |
| 7  | Egitto (bandiera)     | C     | Emad Fathy             |
| 8  | Egitto (bandiera)     | D     | Asem Said              |
| 10 | Egitto (bandiera)     | C     | Salah Ashour           |
| 11 | Madagascar (bandiera) | A     | Paulin Voavy           |
| 12 | Egitto (bandiera)     | D     | Hosny Fathy (capitano) |
| 15 | Uganda (bandiera)     | C     | Khalid Aucho           |
| 16 | Egitto (bandiera)     | P     | Mahmoud Hamdy          |
| 17 | Egitto (bandiera)     | D     | Essam Sobhy            |

| N. |                    | Ruolo | Calciatore           |
| -- | ------------------ | ----- | -------------------- |
| 20 | Egitto (bandiera)  | C     | Mahmoud El Ghazali   |
| 21 | Egitto (bandiera)  | C     | Ali Wezza            |
| 22 | Egitto (bandiera)  | D     | Osama Azab           |
| 24 | Egitto (bandiera)  | C     | Mohamed Makhlouf     |
| 25 | Egitto (bandiera)  | P     | Beltagy Samir        |
| 26 | Egitto (bandiera)  | P     | Mahmoud Abdel Monsef |
| 27 | Libia (bandiera)   | C     | Muftah Taktak        |
| 30 | Egitto (bandiera)  | A     | Ahmed Meteb          |
| 31 | Egitto (bandiera)  | D     | Fares Tarek          |
| 32 | Egitto (bandiera)  | C     | Ziad Ashraf          |
| 35 | Marocco (bandiera) | C     | Ahmed Marchuh        |
| 36 | Egitto (bandiera)  | D     | Ahmed Sabeha         |
| 38 | Egitto (bandiera)  | D     | Mohamed Adel         |
| 42 | Egitto (bandiera)  | C     | Khaled Mostafa       |
|    | Egitto (bandiera)  | C     | Islam Saleh          |